# Selección de béisbol de Cuba
| Colores del equipo |                                         |                    |
| Colores del equipo | Emblema del equipo · Colores del equipo | Colores del equipo |
| Colores del equipo |                                         |                    |
| Colores del equipo |                                         |                    |
|                    |                                         |                    |
| Uniforme 1         |                                         |                    |

| Colores del equipo |                                         |                    |
| Colores del equipo | Emblema del equipo · Colores del equipo | Colores del equipo |
| Colores del equipo |                                         |                    |
| Colores del equipo |                                         |                    |
|                    |                                         |                    |
| Uniforme 2         |                                         |                    |

| Colores del equipo |                                         |                    |
| Colores del equipo | Emblema del equipo · Colores del equipo | Colores del equipo |
| Colores del equipo |                                         |                    |
| Colores del equipo |                                         |                    |
|                    |                                         |                    |
| Uniforme 3         |                                         |                    |

La Selección de béisbol de Cuba es el conjunto que representa a la isla en las principales competencias de este deporte a nivel mundial, continental y regional. El equipo está compuesto íntegramente por jugadores de la Serie Nacional de Béisbol de Cuba. Los peloteros que militan en ligas extranjeras, pierden el derecho de conformar la selección nacional de Cuba.
Debido a su carácter puramente amateur Cuba ha dominado en todos los torneos que ha participado, teniendo un récord de títulos difícilmente igualable por otro equipo nacional, desde 1992 participó en todas las ediciones de los Juegos Olímpicos siendo el equipo con más éxitos ya que de los cinco torneos, Cuba logró la medalla de oro en tres de ellos y plata en los dos restantes.
Con anterioridad a la participación de profesionales en los campeonatos mundiales, la selección de Cuba solía ganar con facilidad los eventos internacionales. Pero a partir de 2006 con todos los equipos representados por jugadores de las mejores ligas, la selección ha tenido que perfeccionar su juego al sentir una mayor exigencia. Pese a todo en marzo del 2006, el equipo nacional de béisbol cubano alcanzó la final del primer Clásico Mundial de Béisbol 2006 torneo reservado a jugadores profesionales donde tras caer 10 carreras por 6 ante Japón obtendría la medalla de plata.
A nivel regional y continental cuba ha dominado los Juegos Panamericanos al obtener la medalla de oro en 12 ocasiones, así como los Juegos Centroamericanos y del Caribe con 15 oros, además de varios títulos de torneos clasificatorios a Juegos Olímpicos y mundiales.

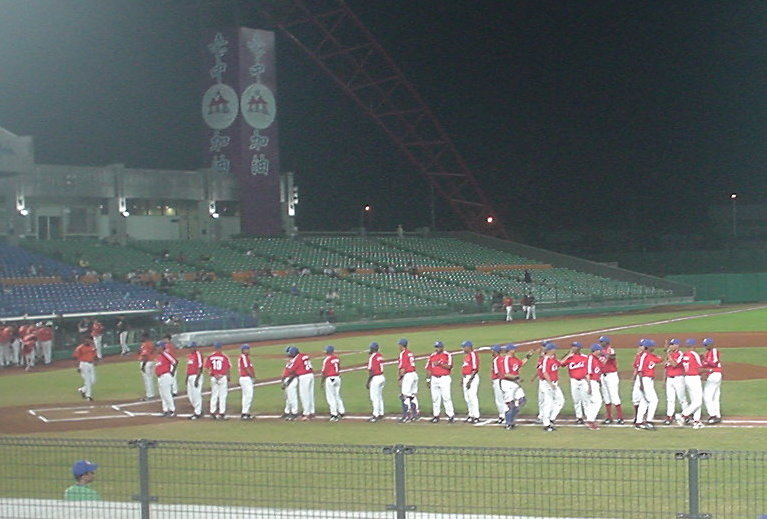
El equipo cubano alineado antes del juego por la medalla de oro de la Copa Intercontinental 2006 contra los Países Bajos.

## Nómina del Clásico Mundial de Béisbol de 2006
Mentor
- Higinio Vélez

| Lanzadores          | Lanzadores          | Lanzadores          |
| ------------------- | ------------------- | ------------------- |
| 26                  | Luis Borroto        | Villa Clara         |
| 79                  | Maikel Folch        | Ciego de Ávila      |
| 48                  | Yulieski González   | Habana              |
| 99                  | Pedro Luis Lazo     | Pinar del Río       |
| 90                  | Yadel Martí         | Industriales        |
| 58                  | Jonder Martínez     | Habana              |
| 97                  | Yunieski Maya       | Pinar del Río       |
| 23                  | Vicyohandri Odelín  | Camagüey            |
| 16                  | Adiel Palma         | Cienfuegos          |
| 62                  | Yadier Pedroso      | Habana              |
| 81                  | Yosvany Pérez       | Cienfuegos          |
| 19                  | Ormari Romero       | Santiago de Cuba    |
| 4                   | Deinys Suárez       | Industriales        |
| Receptores          |                     |                     |
| 61                  | Roger Machado       | Ciego de Ávila      |
| 8                   | Ariel Pestano       | Villa Clara         |
| 51                  | Eriel Sánchez       | Sancti Spíritus     |
| Jugadores de cuadro |                     |                     |
| 54                  | Leslie Anderson     | Camagüey            |
| 53                  | Ariel Borrero       | Villa Clara         |
| 12                  | Michel Enríquez     | Isla de la Juventud |
| 10                  | Yulieski Gourriel   | Sancti Spíritus     |
| 42                  | Juan Carlos Moreno  | Isla de la Juventud |
| 2                   | Eduardo Paret       | Villa Clara         |
| 14                  | Joan Carlos Pedroso | Las Tunas           |
| 11                  | Rudy Reyes          | Industriales        |
| Jardineros          |                     |                     |
| 24                  | Frederich Cepeda    | Sancti Spíritus     |
| 31                  | Yoandy Garlobo      | Matanzas            |
| 21                  | Alexei Ramírez      | Pinar del Río       |
| 56                  | Carlos Tabares      | Industriales        |
| 46                  | Osmani Urrutia      | Las Tunas           |

### Preselección
Los siguientes jugadores fueron incluidos en la nómina provisional de 60 jugadores, pero no fueron seleccionados:
Receptores: Yulexis La Rosa,
Cuadro: Danny Miranda, Loidel Chapellí, Yorelvis Charles, Héctor Olivera, Amaury Suárez, Vismay Santos, Yorbis Borroto, Luis Miguel Navas
Jardineros: Juan Carlos Linares, Yoandry Urgellés, Yoennis Céspedes, Andy Zamora, Alfredo Despaigne, Reutilio Hurtado, Serguei Pérez, Dayán Viciedo
Lanzadores: Danny Betancourt, Alberto Bicet, Yosvani Fonseca, José Ángel García, Norberto González, Robelio Carrillo, Valeri García, Alien Mora, Luis M. Rodríguez, Ubisney Bermúdez, Alberto Soto, Israel Soto, Vladimir Baños, Vladimir García, Pavel Pérez "sosa"

## Nómina del Clásico Mundial de Béisbol de 2009
Mentor
- Higinio Vélez

| Lanzadores          | Lanzadores          | Lanzadores          |
| ------------------- | ------------------- | ------------------- |
| 20                  | Norge Luis Vera     | Santiago e Cuba     |
| 74                  | Luis M. Rodríguez   | Holguín             |
| 48                  | Yulieski González   | Habana              |
| 99                  | Pedro Luis Lazo     | Pinar del Río       |
| 42                  | Miguel Lahera       | Habana              |
| 34                  | Vladimir García     | Ciego de Ávila      |
| 27                  | Yunieski Maya       | Pinar del Río       |
| 32                  | Norberto Gonzáles   | Cienfuegos          |
| 23                  | Ismel Jiimenes      | Santic Spíritus     |
| 92                  | Yolexis Ulacia      | Villa Clara         |
| 62                  | Ciro Cilvino        | Granma              |
| 15                  | Danny Betancourt    | Santiago de Cuba    |
| 51                  | Aroldis Chapman     | Holguín             |
| Receptores          |                     |                     |
| 41                  | Yosvani Peraza      | Pinar del Río       |
| 8                   | Ariel Pestano       | Villa Clara         |
| 40                  | Rolando Meriño      | Santiago de Cuba    |
| Jugadores de cuadro |                     |                     |
| 65                  | Alexander Mayeta    | Industriales        |
| 12                  | Michel Enríquez     | Isla de la Juventud |
| 10                  | Yulieski Gourriel   | Sancti Spíritus     |
| 42                  | Luis M. Nava        | Santiago de Cuba    |
| 2                   | Eduardo Paret       | Villa Clara         |
| 14                  | Joan Carlos Pedroso | Las Tunas           |
| 28                  | Héctor Olivera      | Santiago de Cuba    |
| Jardineros          |                     |                     |
| 24                  | Frederich Cepeda    | Sancti Spíritus     |
| 54                  | Leslie Anderson     | Camagüey            |
| 21                  | Alfredo Despaigne   | Granma              |
| 51                  | Yoenis Céspedes     | Granma              |
| 22                  | Leonis Martín       | Villa Clara         |

## Nómina del Clásico Mundial de Béisbol de 2013

### Preselección
En una primera instancia luego de estar entrenando más de 57 jugadores se hace un corte a 41 jugadores el día 6 de octubre quedando la preselección de la siguiente forma:
Receptores: Ariel Pestano, Frank C. Morejón, Yulexis la Rosa y Yosvany Alarcón.
Cuadro: José Dariel Abreu, Yordanis Samón, Alexander Malleta, Juan C. Torriente, José M. Fernández, Dayán García, Erisbel Arruebarruena, Yordan Manduley, Roberto C. Ramírez, Luis Y. la O, Yulieski Gourriel, Yurisbel Gracial y Michel Enríquez.
Jardineros: Alfredo Despaigne, Frederich Cepeda, Rusney Castillo, Guillermo Heredia, Alexei Bell, Yasmany Tomás y Ariel Sánchez.
Lanzadores: Yadier Pedroso, Odrisamer Despaigne, Dalier Hinojosa, Freddy A. Álvarez, Ismel Jiménez, Vladimir García, Norberto González, Pablo Millán Fernández, Darién Núñez, Leandro Martínez, Yoanni Yera, Miguel Lahera, Alexander Rodríguez, Félix Fuentes, Yander Guevara, Erlis Casanova y Carlos J. Viera.

## Nómina del Clásico Mundial de Béisbol de 2023
El 6 de enero de 2023, la Federación Cubana de Béisbol presentó el roster provisional de 50 peloteros, siendo reducido a 30 el 25 de enero. Por primera vez, serían elegibles los jugadores que tengan actividad en ligas fuera de Cuba, destacando a Yoán Moncada y a Luis Robert, quienes juegan con los Chicago White Sox de la MLB.
Róster definitivo de 30 jugadores
| L A N Z A D O R E S               |                       |     |                             |
| #                                 | Nombre                | B/L | Club                        |
| #                                 | Yariel Rodríguez      | D/D | Dragones de Chunichi        |
| #                                 | Liván Moinelo         | Z/Z | Fukuoka SoftBank Hawks      |
| #                                 | Raidel Martínez       | D/D | Dragones de Chunichi        |
| #                                 | Elián Leyva           | D/D | Leones de Yucatán           |
| #                                 | Frank Abel Álvarez    | D/D | Dragones de Chunichi        |
| #                                 | Roenis Elías          | Z/Z | Cachorros de Chicago        |
| #                                 | José Ramón Rodríguez  | D/D | Toros de Camagüey           |
| #                                 | Ronald Bolaños        | D/D | Kansas City Royals          |
| #                                 | Yeudis Reyes          | D/D | Indios de Guantánamo        |
| #                                 | Naykel Cruz           | Z/Z | Cocodrilos de Matanzas      |
| #                                 | Juan Carlos Viera     | D/D | Saraperos de Saltillo       |
| #                                 | Luis Miguel Romero    | D/D | Oakland Athletics           |
| #                                 | Yoennis Yera          | Z/Z | Olmecas de Tabasco          |
| #                                 | Onelki García         | Z/Z | Leones de Yucatán           |
| R E C E P T O R E S               |                       |     |                             |
| #                                 | Lorenzo Quintana      | D/D | Tigres del Licey            |
| #                                 | Andrys Pérez          | D/D | Cocodrilos de Matanzas      |
| J U G A D O R E S D E C U A D R O |                       |     |                             |
| #                                 | Ariel Martínez        | D/D | Dragones de Chunichi        |
| #                                 | Andy Ibáñez           | D/D | Detroit Tigers              |
| #                                 | Yadil Mujica          | D/D | Cocodrilos de Matanzas      |
| #                                 | Erisbel Arruebarruena | D/D | Cocodrilos de Matanzas      |
| #                                 | Luis Vicente Mateo    | D/D | Elefantes de Cienfuegos     |
| #                                 | Yadir Drake           | D/D | Leones de Yucatán           |
| #                                 | Dayán García          | D/D | Cazadores de Artemisa       |
| #                                 | Yoan Moncada          | D/D | Chicago White Sox           |
| J A R D I N E R O S               |                       |     |                             |
| #                                 | Roel Santos           | D/D | Olmecas de Tabasco          |
| #                                 | Alfredo Despaigne     | D/D | Alazanes de Granma          |
| #                                 | Yoelquis Guibert      | D/D | Avispas de Santiago de Cuba |
| #                                 | Yurisbel Gracial      | D/D | Fukuoka SoftBank Hawks      |
| #                                 | Luis Robert           | D/D | Chicago White Sox           |
| #                                 | Yoenis Céspedes       | D/D | Águilas Cibaeñas            |

Manejador
 Coaches de lanzadores

## Palmarés

### Títulos a Nivel Mundial
- Béisbol en los Juegos Olímpicos (3):
  -  Medalla de oro: 1992, 1996 y 2004
  -  Medalla de plata: 2000 y 2008

- Clásico Mundial de Béisbol
  -  2do Lugar: 2006

- Copa del Mundo de Béisbol (25)
  -  Medalla de oro: 1939, 1940, 1942, 1943, 1950, 1952, 1953, 1961, 1969, 1970, 1971, 1972, 1973, 1976, 1978, 1980, 1984, 1986, 1988, 1990, 1994, 1998, 2001, 2003 y 2005
  -  Medalla de plata: 1941, 2007, 2009 y 2011
  -  Medalla de bronce: 1944 y 1951

- Copa Intercontinental de Béisbol (11)
  -  Medalla de oro: 1979, 1983, 1985, 1987, 1989, 1991, 1993, 1995, 2002, 2006 y 2010
  -  Medalla de plata: 1981, 1997 y 1999

### Títulos a Nivel Continental
- Juegos Panamericanos (12)
  -  Medalla de oro: 1951, 1963, 1971, 1975, 1979, 1983, 1987, 1991, 1995, 1999, 2003 y 2007
  -  Medalla de plata: 1967
  -  Medalla de bronce: 2011 y 2015

- Juegos Centroamericanos y del Caribe (15)
  -  Medalla de oro: 1926, 1930, 1935, 1938, 1950, 1966, 1970, 1974, 1978, 1986, 1990, 1993, 1998, 2006 y 2014
  -  Medalla de plata: 1982
  -  Medalla de bronce: 1946

- Campeonato Panamericano de Béisbol Sénior (4): 1985, 2002, 2003, 2004.
- Preolímpico Panamericano: 2004

## Otros títulos
- World Port Tournament (6): 1997, 2001, 2003, 2007, 2009 y 2013
- Haarlem Baseball Week (5): 1972, 1974, 1996, 1998 y 2012
- World Baseball Challenge: 2011
- Campeonato Mundial Universitario: 2002 y 2010
- Juegos Universitarios: 1993 y 1995
- Campeonato Mundial Sub-18 (11): 1984, 1985, 1986, 1987, 1990, 1992, 1993, 1996, 1997, 2002, 2004.
- Campeonato Mundial Sub-15 (5): 1994, 1995, 1997, 2005 y 2014.